# فرماندهی جبهه شرقی چین
فرماندهی جبهه شرقی چین (انگلیسی: Eastern Theater Command) یکی از پنج جبهه فرماندهی در ارتش آزادی‌بخش خلق است که در ۱ فوریه ۲۰۱۶ تأسیس شد. این فرماندهی جایگزین منطقه نظامی نانجینگ شد. ستاد مرکزی این فرماندهی در نانجینگ قرار دارد.
حوزه اختیارات فرماندهی جبهه شرقی شامل استان‌های جیانگ سو، ژجیانگ، آنهویی، فوجیان، جیانگشی، شانگهای و دریای چین شرقی تا تنگه تایوان می‌شود. فرماندهی جبهه شرقی در درجه اول از سه فرماندهی تابعه تشکیل شده است: نیروی زمینی جبهه شرقی، ناوگان دریای شرق و نیروی هوایی فرماندهی جبهه شرقی که عملیات رزمی را در حوزه مسئولیت این فرماندهی انجام می‌دهند. همچنین تحت فرماندهی جبهه شرقی، مرکز پشتیبانی لجستیک مشترک ووشی از نیروی پشتیبانی لجستیک مشترک قرار دارد که پشتیبانی لجستیکی و مادی را برای فرماندهی و پایگاه ۶۱ که مسئول بکارگیری موشک در جبهه شرقی است، فراهم می‌کند. فرماندهی جبهه شرقی برعهده ژنرال لین شیانگ‌یانگ و کمیسر سیاسی آن ژنرال لیو چینگ‌سونگ است.